# Лийак
Лийа́к (фр. и окс. Lilhac) — коммуна во Франции, находится в регионе Юг — Пиренеи. Департамент — Верхняя Гаронна. Входит в состав кантона Л’Иль-ан-Додон. Округ коммуны — Сен-Годенс.
Код INSEE коммуны — 31301.

## География
Коммуна расположена приблизительно в 630 км к югу от Парижа, в 65 км к юго-западу от Тулузы.

## Климат
Климат умеренно-океанический. Зима мягкая и снежная, весна характеризуется сильными дождями и грозами, лето сухое и жаркое, осень солнечная. Преобладают сильные юго-восточные и северо-западные ветры.

## Население
Население коммуны на 2010 год составляло 132 человека.
| 1962 | 1968 | 1975 | 1982 | 1990 | 1999 | 2010 |
| ---- | ---- | ---- | ---- | ---- | ---- | ---- |
| 162  | 143  | 120  | 133  | 111  | 90   | 132  |

## Администрация
| Период | Период | Фамилия        | Партия | Примечания |
| ------ | ------ | -------------- | ------ | ---------- |
| 2001   | 2008   | Шарль Бель     |        |            |
| 2008   | 2020   | Жильбер Сьютак |        |            |

## Экономика
В 2010 году среди 75 человек трудоспособного возраста (15—64 лет) 46 были экономически активными, 29 — неактивными (показатель активности — 61,3 %, в 1999 году было 59,3 %). Из 46 активных жителей работали 43 человека (21 мужчина и 22 женщины), безработных было 3 (2 мужчин и 1 женщина). Среди 29 неактивных 8 человек были учениками или студентами, 17 — пенсионерами, 4 были неактивными по другим причинам.